# Majesteit
Majesteit is een aanspreektitel voor een monarch.
De term wordt ook gebruikt voor een eigenschap die in de christelijke religie aan het opperwezen wordt toegeschreven. Zo spreekt de Katholieke Kerk in haar catechismus over Vader, onmetelijk in majesteit. De formule gaat terug op de zogenaamde Geloofsbelijdenis van Athanasius, een van de kerkvaders.

## Achtergrond
Majesteit stamt als begrip uit het Romeinse recht, de lex maiestatis. De majesteit of majestas van de Romeinse Republiek was de volheid van haar macht en aanzien. Die majesteit werd geschonden als iemand zich minachtend over de republiek en haar instellingen uitliet. Ook handelingen als feestvieren na een nederlaag van het Romeinse leger, het hinderen van een hoge gezagsdrager of het spotten met de religieuze ceremoniën van de staat werden gezien als majesteitsschennis.

## Gebruik van de term
De majesteit van een bepaalde staat is de abstracte hoogste rechtsmacht en onschendbaarheid van die staat. Wie een ambassade overvalt, pleegt daarmee een aanslag op de majesteit van een land. 
De titel Majesteit is in Nederland geen predicaat en is relatief nieuw. In de middeleeuwen hadden koningen de titel Heer of Sire en was alleen de keizer van het Heilige Roomse Rijk van de Duitse Natie een Majesteit. Later kwam de titel Hoogheid in zwang voor de koningen, Deze laatsten gingen zich steeds vaker Majesteit noemen en in de late 18e eeuw werd deze titel of aanspreekvorm gemeengoed onder de koningen.
De pausen waren zuinig met het gebruik van Majesteit als aanhef van een brief. Dat de paus koning stadhouder Willem III in een brief als Majesteit aansprak terwijl de pausen deze titel nooit bij Jacobus II of zijn voorgangers hadden gebruikt, baarde in 1688 groot opzien in diplomatiek Europa.
De koning van Schotland is de enige Europese koning die de titel nooit heeft gedragen. Toen Elizabeth II het Schotse parlement opende, werd zij door de voorzitter aangesproken als de Queen of Scots en werd de aanduiding Majesteit achterwege gelaten.

## Varianten
- Keizerlijke Majesteit; keizers waaronder de Keizer van Japan
- Keizerlijke en Koninklijke Majesteit; gebruikelijk in de dubbelmonarchie Oostenrijk-Hongarije

Er zijn plaatselijke gebruiken en de Pausen hebben in de 16e eeuw bepaalde Europese vorsten een bijzondere titel verleend. Deze keert terug in de aanspreekvorm en zo werden de opvolgers van de Katholieke koningen Katholieke Majesteiten. De Apostolische Koning werd Apostolische Majesteit.
- Katholieke Majesteit; de koningen van Spanje.

De huidige koning verkoos in 1975 alleen Zijne Majesteit de Koning van Spanje te zijn. Hij heeft desondanks zijn aanspraken op de oude titels van de Spaanse kroon, waaronder deze, niet opgegeven.
- Apostolische Majesteit; de koningen van Hongarije
- Christelijke Majesteit; de koningen van Frankrijk
- Zeer Getrouwe Majesteit; de koningen van Portugal

## Namen van marineschepen
In Nederland, het Verenigd Koninkrijk, Canada, Australië, Denemarken, Noorwegen, Zweden, Thailand, Maleisië en andere monarchieën hebben namen van marineschepen een voorvoegsel dat verwijst naar de vorst, zie Zijner Majesteits. Dit is een traditie; het wordt meestal niet gedaan bij andere objecten van de staat.